# Nieuport & General Aircraft
 (juillet 2021).
Si vous disposez d'ouvrages ou d'articles de référence ou si vous connaissez des sites web de qualité traitant du thème abordé ici, merci de compléter l'article en donnant les références utiles à sa vérifiabilité et en les liant à la section « Notes et références ».
La Nieuport & General Aircraft Company Ltd est une société britannique de construction aéronautique, établie en 1916 pour la fabrication d'appareils Nieuport sous licence sur le territoire du Royaume-Uni, à destination du Royal Flying Corps et des autres forces aériennes des pays alliés. 